# Завод суперфосфату в Пеньярроя
Завод суперфосфату в Пеньярроя – колишній виробничий майданчик на півдні Іспанії, що належав компанії Sociedad Minera y Metalúrgica de Peñarroya (SMMP). Остання мала у Пеньярроя-Пуеблонуево потужний комплекс з видобутку та переробки поліметалічних руд, відомий як El Cerco Industrial.

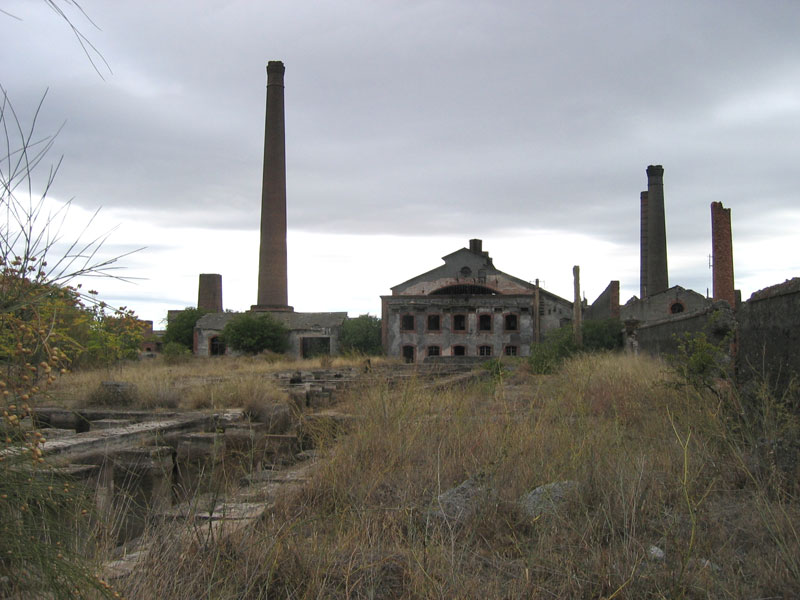
Руїни колишнього промислового комплексу El Cerco Industrial в Пеньярроя (фотографія наведена для ілюстрації сучасного стану індустріальної зони та не обов’язково відносяться саме до заводу суперфосфату)

На початку 20 століття в Іспанії почався бум виробництва фосфорного добрива – суперфосфату, чому сприяла географічна близькість до фосфоритів Марокко та великий ресурс піритів в іспанській провінції Уельва (шляхом спалювання піритів отримували сульфатну кислоту, за допомогою якої надалі розкладали фосфорити з отриманням суперфосфату). На цьому тлі первинний задум заводу суперфосфату в Пеньярроя дещо відрізнявся від стандартного підходу – SMMP вирішила використовувати сульфатну кислоту, яку можливо було отримувати від нейтралізації шкідливих відхідних газів цинкоплавильного виробництва. На власні потреби гірничо-металургійний майданчик міг спожити лише 1500 тонн сульфатної кислоти на рік, тож надлишок було можливо використати для інших цілей. Проєкт, що передбачав щорічне виробництво 7500 тонн сульфатної кислоти та до 12 тисяч тонн суперфосфату, ввели в дію у 1911 році.
Вже на момент запуску заводу добрив наявний попит дозволив прийняти рішення про збільшення потужності до 40 тисяч тонн суперфосфату. Такі об’єми вже потребували виробництва сульфатної кислоти загальнопоширеним способом, тому SMMP інвестувала у компанію з видобутку піритів Sociedad de Piritas de Sevilla, що дозволяло гарантувати отримання 30 тисяч тонн піритів на рік.
Станом на середину 1950-х завод у Пеньярроя міг виробляти 45 тисяч тонн суперфосфату на рік.
В 1960-х роках майданчик El Cerco Industrial, а разом з ним і суперфосфатний завод, припинив свою діяльність.